# Jackson de Souza (ator)
Jackson de Souza (Sapé, 27 de setembro de 1917 — Rio de Janeiro, 02 de fevereiro de 1998), foi um ator brasileiro. Era filho do também ator Modesto de Souza. Integrou o grupo teatral Os Comediantes, durante os anos de 1946 e 1947.

## Filmografia

### Cinema
| Ano  | Título                            | Personagem                             |
| ---- | --------------------------------- | -------------------------------------- |
| 1943 | O Cavalo 13                       | Jockey subornado                       |
| 1948 | Fogo na Canjica                   | —                                      |
| 1949 | Terra Violenta                    | —                                      |
| 1949 | Caminhos do Sul                   | —                                      |
| 1950 | Quando a Noite Acaba              | —                                      |
| 1950 | Écharpe de Seda                   | —                                      |
| 1950 | Cascalho                          | —                                      |
| 1951 | O Comprador de Fazendas           | —                                      |
| 1952 | Veneno                            | —                                      |
| 1952 | Mulher do Diabo                   | —                                      |
| 1953 | Fatalidade                        | —                                      |
| 1953 | Agulha no Palheiro                | Baiano                                 |
| 1954 | A Outra Face do Homem             | —                                      |
| 1955 | Mãos Sangrentas                   | Carioca                                |
| 1955 | Rio, 40 Graus                     | —                                      |
| 1955 | O Diamante                        | —                                      |
| 1957 | Osso, Amor e Papagaios            | Joaquim                                |
| 1958 | O Barbeiro Que Se Vira            | Delegado                               |
| 1963 | Nordeste Sangrento                | Cocada                                 |
| 1963 | Sonhando com Milhões              | —                                      |
| 1969 | Brasil Ano 2000                   | Político                               |
| 1976 | Aventuras d'um Detetive Português | Prefeito eleito                        |
| 1979 | O Sol dos Amantes                 | Zé Pinto                               |
| 1982 | Insônia                           | —                                      |
| 1984 | Memórias do Cárcere               | Arruda, chefe militar da Colônia Penal |
| 1986 | Urubus e Papagaios                | Prefeito                               |
| 1986 | O Homem da Capa Preta             | Cabral                                 |
| 1989 | Jorge, um Brasileiro              | Oliveira                               |

### Televisão
| Ano  | Título                            | Personagem    | Notas                                     |
| ---- | --------------------------------- | ------------- | ----------------------------------------- |
| 1952 | Grande Teatro das Segundas-Feiras | —             | Episódio: "O Testa de Ferro"              |
| 1952 | Grande Teatro das Segundas-Feiras | —             | Episódio: "O Último a Saber"              |
| 1952 | Grande Teatro Tupi                | —             | Episódio: "Pedacinho de Gente "           |
| 1953 | Grande Teatro Tupi                | —             | Episódio: "Maria Cachucha"                |
| 1959 | Teledrama                         | —             | Episódio: "Os Farsantes"                  |
| 1959 | TV de Comédia                     | —             | Episódio: "Acontece Que Sou Baiano"       |
| 1972 | Jerônimo, o Herói do Sertão       | Tomásio       |                                           |
| 1973 | Shazan, Xerife e Cia.             | —             | Episódio: " A Bicicleta Voadora"          |
| 1974 | O Espigão                         | Seu Otávio    | [ 5 ]                                     |
| 1978 | A Conquista                       | —             |                                           |
| 1979 | Carga Pesada                      | Gabriel       | Episódio: "A Explosão"                    |
| 1980 | Carga Pesada                      | —             | Episódio: "O Foragido"                    |
| 1982 | Sítio do Picapau Amarelo          | Conselheiro   | Episódio: "Era Uma Vez a Bela Adormecida" |
| 1984 | Rabo de Saia                      | Sondi         |                                           |
| 1985 | O Tempo e o Vento                 | Agnaldo Silva |                                           |
| 1989 | Capitães da Areia                 | —             |                                           |
| 1992 | Pedra Sobre Pedra                 | Ulisses       |                                           |

## No teatro
- A Casa de Seu Tomaz (1943)
- A Pensão de D. Estela (1943)
- Boneco de Palha (1943)
- Burro de Carga (1943)
- Coitado do Libório! (1943)
- Mania de Grandeza (1943)
- Adorável Mentirosa (1945)
- Grande Mulher (1945)
- O Neto de Deus (1945)
- A Rainha Morta (1946)
- Desejo (1946-1947)
- A Mulher Sem Pecado (1947)
- A Rainha Morta (1947)
- Era Uma Vez Um Preso (1947)
- Não Sou Eu (1947)
- Terras do Sem-Fim (1947)
- Vestido de Noiva (1947)
- A Indesejável (1948)
- A República dos Meus Sonhos (1948)
- Amores de Um Solteirão (1948)
- Certa Noite em Nova York (1948)
- Ciúmes (1948)
- Estudantes (1948)
- Gente Honesta (1948)
- Maria Cachucha (1948)
- Mentirosa (1948)
- Não Deixe Este Sonho Acabar (1948)
- O Amor Que Não Morreu (1948)
- O Anjo da Meia-Noite (1948)
- O Irresistível Lohengrin (1948)
- O Neto de Deus (1948)
- O Pavor dos Maridos (1948)
- O Secretário de Madame (1948)
- Obsessão (1948)
- Os Homens do Futuro (1948)
- Quando Foge e Mocidade (1948)
- Sua Excelência, o Criado (1948)
- Toda a Vida em Quinze Dias (1948)
- Trio em Lá Menor (1948)
- Um Beijo na Face (1948)
- A Corda (1953)
- A Falecida Mrs. Black (1953)
- A Ilha das Cabras (1953)
- A Toga Branca (1953)
- O Mambembe (1955)
- Ponha a Mulher no Seguro (1956)
- A Lógica de Mister Ego (1960)
- A Visita (1987)
- O Dia em Que Eu Conheci o Amor (1989)